# Сату Ноу (Градинари)
Сату Ноу (рум. Satu Nou) насеље је у Румунији у округу Олт у општини Градинари. Oпштина се налази на надморској висини од 128 m.

## Становништво
Према подацима из 2002. године у насељу је живело 352 становника, од којих су сви румунске националности.